# Matías Rojas (labdarúgó, 1995)
Matías Nicolás Rojas Romero (Asunción, 1995. november 3. –) paraguayi válogatott labdarúgó, az amerikai Portland Timbers támadó középpályása.

## Pályafutása

### Klubcsapatokban
Rojas a paraguayi fővárosban, Ascunciónban született. Junior pályafutását a Cerro Porteño csapatában kezdte.
2015-ben mutatkozott be a Cerro Porteño felnőtt keretében. 2017 és 2019 között az argentin első osztályban szereplő Lanús és Defensa y Justicia csapatát erősítette. 2019 nyarán a Racing Club szerződtette. 2023-ban a brazil Corinthianshoz igazolt. 
2024. április 23-án egy éves szerződést kötött az MLS-ben szereplő Inter Miamival. Először a 2024. április 28-ai, New England Revolution ellen 4–1-re megnyert találkozón lépett pályára. Egy héttel később megszerezte első két gólját a New York Red Bulls ellen hazai pályán 6–2-es győzelemmel zárult mérkőzésen. 2025. januárjában az argentin River Plate-hez igazolt az év végéig.
2025. augusztus 19-én a Portland Timbers a 2025-ös szezon hátralévő részére szerződtette.

### A válogatottban
2019-ben debütált a felnőtt válogatottban. Először a 2019. március 23-ai, Peru ellen 1–0-ra elvesztett találkozó 66. percében, Cecilio Domínguezt váltva lépett pályára. Első gólját 2023. március 27-én, Chile ellen 3–2-es vereséggel zárult barátságos mérkőzésen szerezte meg.

## Statisztikák

### A válogatottban
| Válogatott | Év       | Pályára lépés | Gól |
| ---------- | -------- | ------------- | --- |
| Paraguay   | 2019     | 7             | 0   |
| Paraguay   | 2020     | 1             | 0   |
| Paraguay   | 2021     | 2             | 0   |
| Paraguay   | 2022     | 3             | 0   |
| Paraguay   | 2023     | 5             | 1   |
| Paraguay   | 2024     | 3             | 0   |
| Összesen   | Összesen | 21            | 1   |

#### Góljai a válogatottban
| # | Időpont           | Helyszín                                           | Ellenfél | Gólok | Eredmény | Kiírás              |
| - | ----------------- | -------------------------------------------------- | -------- | ----- | -------- | ------------------- |
| 1 | 2023. március 27. | Estadio Monumental David Arellano, Santiago, Chile | Chile    | 1–1   | 2–3      | Barátságos mérkőzés |

## Sikerei, díjai
Cerro Porteño
- Primera División
  - Bajnok (1): 2015 Apertura
  - Ezüstérmes (1): 2015 Clausura

Lanús
- Szuperkupa
  - Győztes (1): 2016

Defensa y Justicia
- Liga Profesional
  - Ezüstérmes (1): 2018–19

Racing Club
- Liga Profesional
  - Ezüstérmes (1): 2022

- Argentin bajnokok-kupája
  - Győztes (2): 2019, 2022

- Szuperkupa
  - Döntős (1): 2019

- Nemzetközi Szuperkupa
  - Győztes (1): 2022

Inter Miami
- MLS–Alapszakasz
  - Győztes (1): 2024